# سفارة بلجيكا في النرويج
سفارة بلجيكا في النرويج هي أرفع تمثيل دبلوماسي لدولة بلجيكا لدى النرويج. تقع السفارة في أوسلو وهي تهدف لتعزيز المصالح البلجيكية في النرويج.

## وصلات خارجية
- الموقع الرسمي
- قائمة سفارات بلجيكا
- قائمة السفارات في النرويج